# Białokurowicz
Białokurowicz (Białokur, Pocisk) – polski herb szlachecki z nobilitacji.

## Opis herbu
W polu czerwonym nad półksiężycem srebrnym dwa srebrne żeleźce strzał, pomiędzy nimi lewo-ukośna belka srebrna.
Nad tarczą hełm w koronie, brak informacji o klejnocie.

## Historia herbu
Nadany w 1581 roku Bazylemu Białokurowiczowi.

## Herbowni
Białokur, Białokurowicz.